# Johan Sanne
Johan Newton Sanne, född 14 januari 1836 i Uddevalla, död där 2 februari 1919, var en svensk direktör och politiker. 
Sanne var grosshandlare i Uddevalla åren 1857–1899 och var även verksam som skeppsredare. 1899 överlät han sin grosshandelsaffär till aktiebolaget J.N. Sanne och blev själv bolagets verkställande direktör. I riksdagen var han ledamot av första kammaren 1887–1902, invald i Göteborgs och Bohus läns valkrets. Han var även landstingsman Göteborgs och Bohus läns landsting och kommunalpolitiker i Uddevalla stadsfullmäktige. 
I stadsdelen Sannegården i Göteborg finns sedan 2004 ett Johan Sannes torg. Johan Sanne var i sitt andra gifte svärson till kontraktsprosten och politikern Gustaf Ljunggren (1812–1900) och far till Gunnar Sanne. I första giftet var han farfar till Sven-David Sanne. Han är begraven på Norra kyrkogården i Uddevalla.